# 胡安聖地牙哥 (艾利斯皮亞省)
胡安聖地牙哥（西班牙語：Juan Santiago），是多明尼加共和國的城鎮，位於該國西部，由艾利斯皮亞省負責管轄，面積107.15平方公里，2012年人口2,989，人口密度每平方公里28人。